# بيسي ريتشبيث
بيسي مابيل ريتشبيث (بالإنجليزية: Bessie Rischbieth) (16 أكتوبر 1874 – 13 مارس 1967) هي ناشطة نسوية أسترالية مؤثرة حاصلة على رتبة الإمبراطورية البريطانية من درجة ضابط. أسست وشاركت في عدة جمعيات نسوية كجمعية «خدمة نقابات المرأة» (بالإنجليزية)، «الفيديرالية الأسترالية لتصويت النساء» (بالإنجليزية). كما أنشأت مجلة نسوية بعنوان «الفجر» (بالإنجليزية). سعت بيسي لتنظيم حملات دولية قصد تطبيق تغيرات اجمتاعية تنصف المرأة.

## حياتها المبكرة
ولدت بيسي في 14 أكتوبر 1874 في مدينة أديلايد الأسترالية، وعاشت في جنوب أستراليا مع والديها ويليام وجاني آنا الذان كانا يمتلكان مزرعة هناك. عادت بيسي وأختها على مسقط رأسها لإتمام دراستهما، حيث عاشتا في بين عمهما بين رونسفيل الذي كانا سياسيا. درست في مدرسة خاصة للفتيات وكانت تشارك في مناقشات خاصة بمواضيع الساعة بما في ذلك حقوق المرأة. حينها كانت جنوب أستراليا أول ولاية تسمح بتصويت النساء مما جعلها مؤهلة لتكون واحدة من بين النسوة المصوتات.

## السيرة المهنية

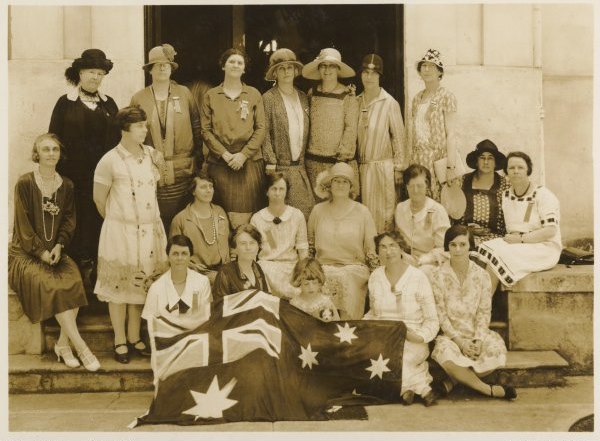
المؤتمر النسائي الأول لعموم المحيط الهادئ

في عام 1906، أسست ريشبيث وآخرون جمعية حماية الأطفال في أستراليا الغربية وانضموا إلى نقابات خدمة المرأة في أستراليا الغربية عام 1909. سافر الزوجان ريشبيث في جميع أنحاء اليابان والهند، ومكثوا في لندن خلال إما عام 1908 أو 1913. كان حق المرأة في التصويت موضوعاً سائداً في بريطانيا في ذلك الوقت، كان هناك تجمع حاشد ونقاش عام متتابع ومحاكمات للنشطاء. أثارت الاستجابة المسالمة لقانون القط والفأر بشكل خاص شغفاً بحركة المساواة. بعد سماعها إميلي بانكهورست تتحدث عن الاتحاد الاجتماعي والسياسي للمرأة، كتبت ريشبيث إلى أختها، «بينما كنت أستمع، شعرت بأن عزيمتي تتزايد، كما لو كنت قد اكتسبت الشجاعة والحرية منها».
بعد حضورها لاجتماع حق الاقتراع في لندن عام 1913، أصبحت ناشطة نسوية من خلال مجموعة نقابات خدمة المرأة وساعدت في تأسيس الاتحاد الأسترالي لجمعيات المرأة (AFWV) في عام 1921، لتصبح أول رئيسة للاتحاد. في عام 1915، عُينت بمنصب فخري في محكمة بيرث للأطفال وخدمت في مقعد القاضي هناك لمدة خمسة عشر عاماً. كانت أيضاً أول امرأة تُعيَن قاضية للسلام في محكمة بيرث بعد حملة ناجحة لتغيير التشريعات المتبقية التي تمنع النساء من الجلوس في مقعد القاضي. كان قانون الصحة الذي اقترحته حكومة سكادان (1915) سبباً للانقسام بشكل حاد لأنه دعا إلى الإخطار الإلزامي لموظفي الصحة العامة بعد تشخيص الأمراض التناسلية، والتي زادت بشكل كبير مع عودة الجنود خلال الحرب العالمية الأولى. جادلت ريشبيث ونقابات خدمة المرأة والاتحاد النسائي للاعتدال المسيحي بأن هذا سيؤثر بشكل غير عادل على النساء ويدمر سمعتهن. تحدى فريق ريشبيث لنقابات خدمة المرأة مشروع القانون بينما دعمته كل من إديث كوان وروبرتا جول والمجلس القومي للمرأة. سبب هذا الاختلاف في الرأي شقاقاً مريراً بين مختلف أعضاء الحركات النسائية في أستراليا الغربية، وتًرجِم إلى المشهد الدولي عندما ترأست ريشبيث وفداً إلى جمعية التحالف الدولي لحق اقتراع المرأة عام 1923 في روما. هناك، شهدت الخلافات برقيات احتجاج من أستراليا الغربية وجماعات النساء الفيكتوريات ضد ادعاءات ريشبيث بأنها تمثل جميع النساء الأستراليات.
كانت ريشبيث رائدة أسترالية في نظرية أن الأمهات رعايا سياسيات لهن حقوقهن. عندما حاولت الحكومة الفيدرالية المحافظة عام 1923 تخفيض إعانة الأمومة، علقت ريشبيث بصفتها رئيسة الاتحاد الأسترالي لجمعيات النساء من أجل المساواة في المواطنة: «يبدو أن أمين الخزانة الفيدرالي، بمساعدة لجنة الكومنولث التابعة للجمعية الطبية البريطانية، لفقوا في ذهنهم الذكوري أن بدل الأمومة الحالي يجب أن يلغى والاقتراح لمخطط بديل -والذي كما يزعم- سيكلف أقل وسيكون أكثر إفادة؛ يبدو أن كل هذه الترتيبات تتخذ شكلاً محدداً متغطرساً، دون أي حسبان من جانب السلطات الفيدرالية لكسب موافقة أمهات أستراليا».
كانت ريشبيث نائبة رئيس رابطة الكومنولث البريطانية للنساء منذ تأسيسها عام 1925 وسكرتيرة افتتاحية لجمعية نساء غرب أستراليا. كانت من مؤسسي الجمعية السياسية غير الحزبية للنساء  مع م. شوف كوليسون. وفي العام التالي أصبحت عضو مجلس في التحالف الدولي للنساء من أجل حق الاقتراع والمساواة في المواطنة. في عام 1928، قادت الوفد الأسترالي إلى المؤتمر النسائي لمنطقة المحيط الهادئ في هونولولو. ناضلت من أجل تمثيل المرأة في الوفد الأسترالي إلى عصبة الأمم وعُينت في ذلك الوفد.
من بين العديد من القضايا المتعلقة بالخدمة الاجتماعية للأطفال والنساء التي شاركت فيها ريشبيث، كانت هناك قضية الخدمة الاجتماعية للسكان الأصليين. في عام 1934 خاطبت اللجنة الملكية لموسيلي داعية إلى التحقيق في «الممارسة الحالية المزعومة لأخذ الأطفال في سن معينة إلى مراكز البعثة الحكومية وبالتالي حرمان والديهم من حضانة أطفالهم». أشارت لرئيس الوزراء جوزيف ليون عام 1934 إلى أن أستراليا هي إحدى الدول الموقعة على ميثاق عصبة الأمم ولديها مسؤولية تجاه السكان الأصليين. يكشف مستشار الناشطة والكاتبة ماري مونتغمري بينيت في مراسلاتهم عن قلقها المستمر تجاه نساء وأطفال السكان الأصليين. في إنجلترا خلال سنوات الحرب، أسست World for Australian servicemen في مفوضية أستراليا. خدمت ريشبيث مرة أخرى كرئيسة لنقابات خدمة المرأة في غرب أستراليا من 1946 إلى 1950. نقابات خدمة المرأة في غرب أستراليا منظمة محافظة ومستقلة سياسيًا ساعدت في تقدم مشاريع مثل مستشفى الولادة (KEMH) الذي قبل النساء غير المتزوجات، على الرغم من المعارضة واسعة النطاق. نشرت نقابات خدمة المرأة في غرب أستراليا مجلة فجر (Dawn)، والتي كانت ريشبيث محررة مؤسسة ومساهمة دائمة فيها. أُعيد تنسيق المجلة عام 1949 باسم الصحيفة الإخبارية الفجر (The Dawn Newsletter)، على الرغم من العجز في الورق. في عام 1955 أصبحت عضواً مدى الحياة في التحالف الدولي للنساء من أجل حق الاقتراع والمساواة في المواطنة. [15]
في سنوات حياتها الأخيرة أُعلِن عن خلاف ريشبيث العلني مع جيسي ستريت والتي وصفتها بأنها شيوعية في وسائل الإعلام. عُينت ريشبيث في رتبة الإمبراطورية البريطانية في قصر باكنغهام في 3 يونيو 1935 عن «الخدمة مع الحركات النسائية». وعلى الرغم من الاختلافات بين سياسة ريشبيث وستريت، إلا أنهما تشتركان في الكثير مما نتجت عنه حملات تعاونية أو متشابهة تتناول القضايا المتعلقة بالمرأة والسكان الأصليين الأستراليين واللا عنف. بقيت مجموعة عمل نقابات خدمة المرأة تحت حكم ريشبيث، مرتبطة ارتباطاً وثيقاً بحركات السلام في سنوات الحرب. أمن عملها في تأسيس اتحاد رياض الأطفال في أستراليا الغربية تعليماً مجانياً لفترة ما قبل المدرسة وهي تمول المكتب المركزي مباشرة.

## الحياة المدنية والفنون
على الرغم من شخصيتها البارزة، إلا أنها لم ترشح أبداً لمنصب سياسي. لكنها دعمت حملة إديث كوان الناجحة وكثيراً ما ضغطت مباشرة على ما يتعلق بالحقوق المدنية وحفظها. من بين مراسليها رؤساء الوزراء ليونز وكورتن ومنزيس. منحها مركزها  داخل المؤسسة وحركة الحقوق المدنية أذناً صاغيةً من ذوي السلطة. الرغبة في الاستقلال السياسي عن نظام الحزبين المنبثقين لا يمكن أن تعفيها من تقديمها كرئيسة شكليّة  «محافظة». انتخب ميثاق المرأة الأسترالية جيسي ستريت خلال غيابها في إنجلترا وأصبح خطابهم علنياً عندما عادت إلى أستراليا بعد الحرب. كانت عضواً في نادي كاراكاتا وعرضت العمل في الجمعية الأسترالية الغربية للفنون. كتابها مسيرة النساء الأستراليات (1964)، عبارة عن دراسة شاملة للحركة النسوية الوطنية. ريشبيث من رواد التخطيط الحضري والتراث الطبيعي.
كانت ريشبيث عضواً مهماً في الحركة الثيوصوفية، وهي مجموعة تتداخل مع الحركة النسوية وفعالية الحفظ في أستراليا بعد الاتحاد. كانت شريكة في الماسونية، وهي حركة مرتبطة في كثير من الأحيان بالثيوصوفية. سافرت إلى أجزاء من آسيا وكانت مهتمة بالثقافة والفلسفة الشرقية، وبقيت مرة واحدة في أشرم غاندي.

## زواجها
تزوجت بيسي من تاجر الصوف «هنري ويلز ريتشبيث» في 22 أكتوبر 1898 وعاشا في برث عاصمة أستراليا الغربية، ولم يرزقا بأية أطفال مما أدى بيسي إلى الانخراط في مراكز رعاية الأطفال والإصلاح الاجتماعي. حيث أصبح لها دور كبير في ازدهار الحركة النسوية خلال القرن 20.

## سنواتها الأخيرة
قامت ريتشبيث بدعم لجنة الحفاظ على حديقة الملوك ونهر سوان ومنعت بناء المسبح الأولمبي الذي كان سيقام من أجل ألعاب الإمبراطورية عام 1962 في حديقة الملوك.
حاولت ريتشبيث البالغة من العمر تسعين عامًا تقريبًا حظر بناء جسر النارو عن طريق الدخول إلى النهر قبل دخول الجرافات. نُشر هذا في جريدة أستراليا الغربية ونجحت في إثارة نقاش عام حول التنمية على الرغم من أنها فشلت في إيقاف مشروع استصلاح الأراضي البحرية في شاطئ بيرث.

## وفاتها
ظل بيسي وفية لعملها كناشطة في القضايا مجتمع حتى وفاتها في مستشفى محلي في برث يوم 13 مارس 1967 عن عمر ناهز 92 سنة.

## الإرث

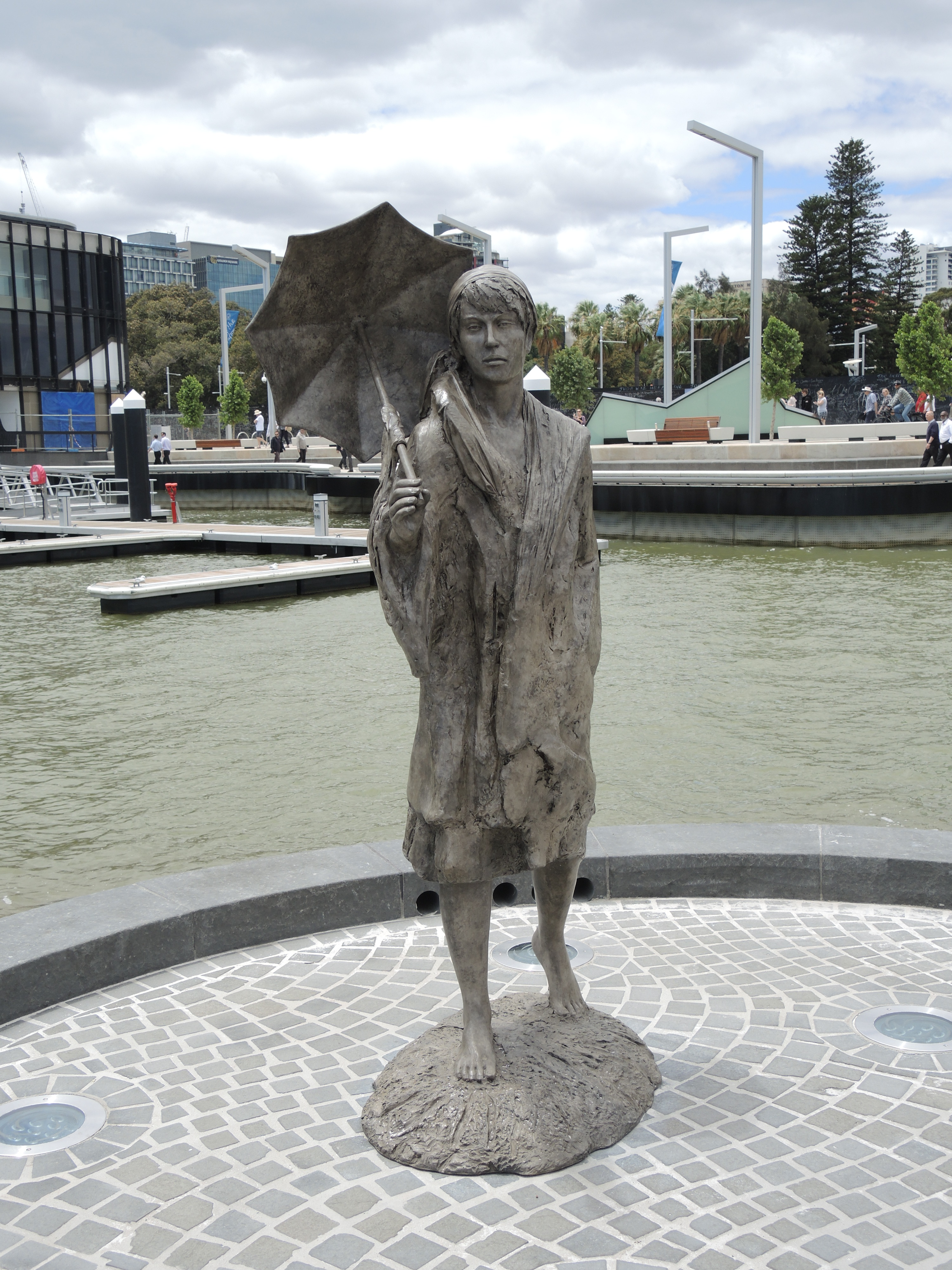
تمثال بيسي ريتشبيث برصيف ميناء إليزابيث في برث.

بفضل «خدمة نقابات المرأة» التي أسستها، تم خلق عدة جمعيات وهيئات تعنى بقضايا المرأة على رأسها «المجلس الوطني للمرأة الأسترالية»، «حركة الكشافة للفتيات»، «جمعية ربات البيوت»، «الأرامل المدنيين»، «حفظ نهر سوان» والعديد من الجمعيات الأخرى المتعلقة بالمرأة والطفل.

## التكريم
في 2016، تم بناء تمثال خاص بها منطقة تراث مدرج في برث (إليزابيث كواي) في مركز مالي خاص ذي تنمية متعددة الاستخدامات. وقد تعرض لبعض الانتقادات بسبب شكل الوجه الذي بدى طفوليا إضافة إلى وضع مظلة على يدها.

## الأعمال المنشورة
- مسيرة نساء أستراليا: سجل من خمسين عاماً من الكفاح من أجل المساواة في المواطنة (1964)[24]

## معرض الصور

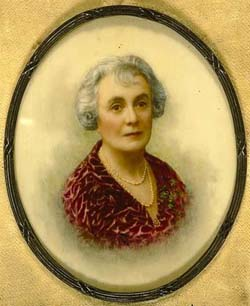
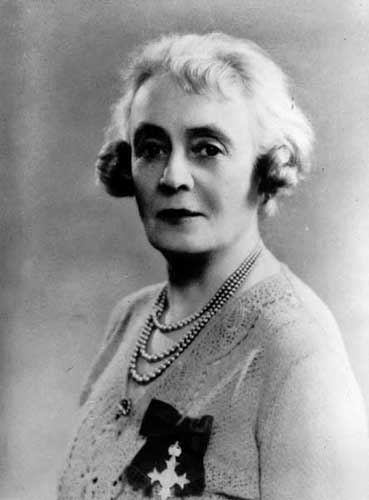
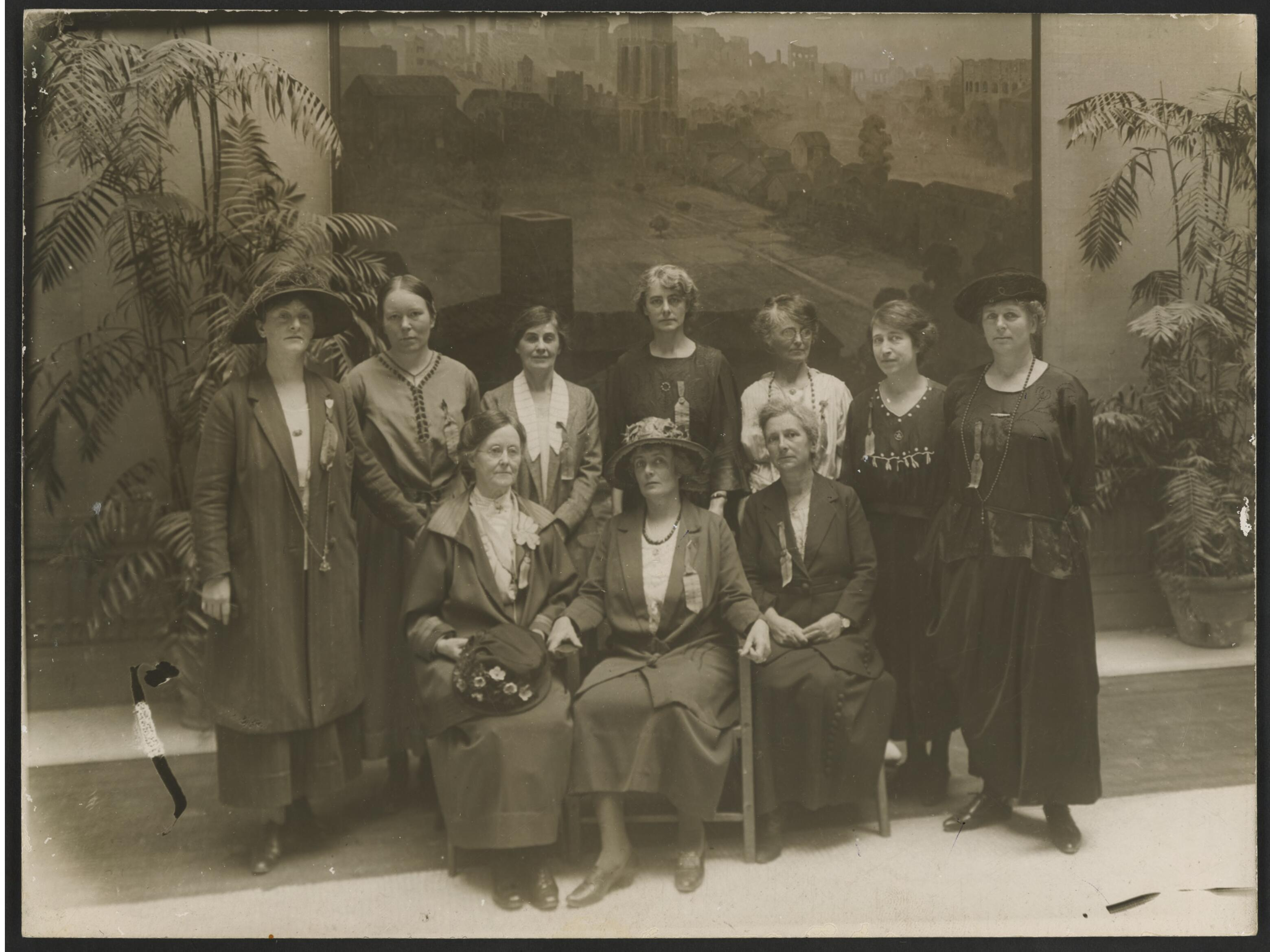
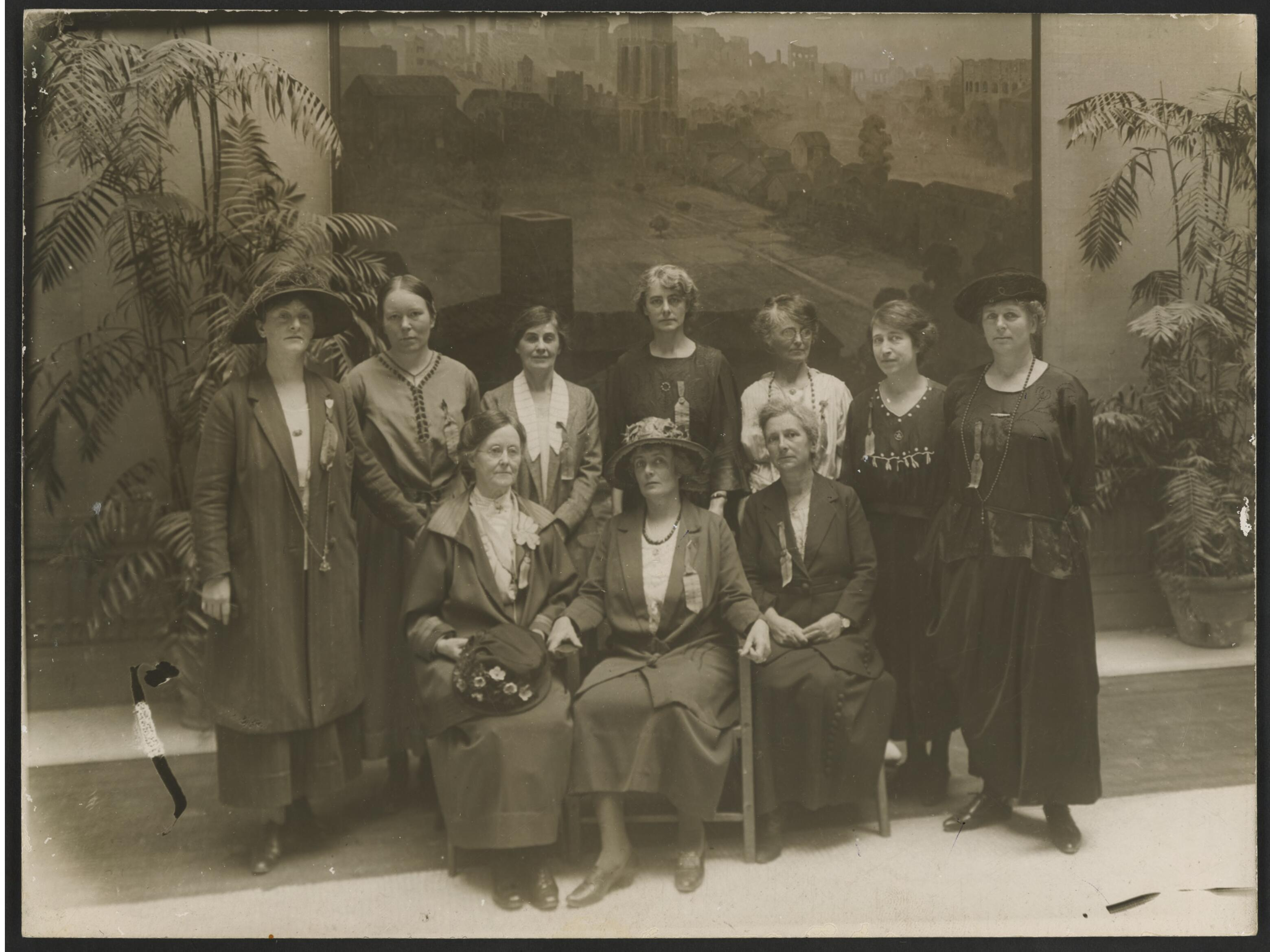
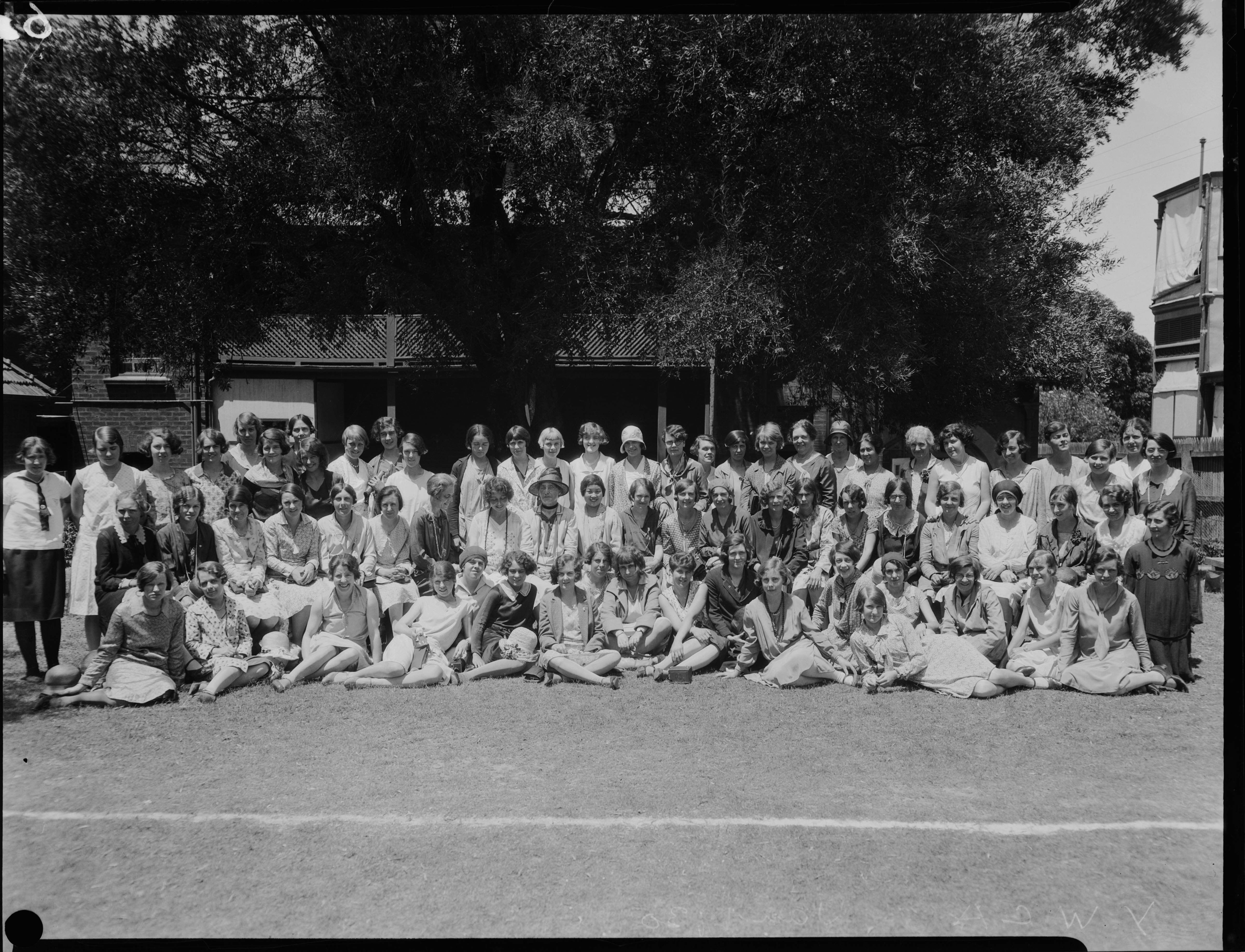